# میلینکو پانتیچ
میلینکو پانتیچ (صربی: Milinko Pantić؛ زادهٔ ۵ سپتامبر ۱۹۶۶) بازیکن سابق و مربی فوتبال اهل صربستان است.
از باشگاه‌هایی که در آن بازی کرده‌است می‌توان به باشگاه فوتبال لو آور، باشگاه فوتبال اتلتیکو مادرید، باشگاه فوتبال پانیونیوس، و باشگاه فوتبال پارتیزان اشاره کرد.
وی همچنین در تیم ملی فوتبال صربستان و مونته‌نگرو بازی کرده‌است.